# Rejon jermiekiejewski
Rejon jermiekiejewski (ros. Ермекеевский район) - jeden z 54 rejonów w Baszkirii. Stolicą regionu jest Jermiekiejewo.
100% populacji stanowi ludność wiejska, ponieważ w regionie nie ma żadnego miasta.